# ماركوس كراندل
ماركوس كراندل (بالإنجليزية: Marcus Crandell)‏ هو لاعب كرة قدم كندية أمريكي، ولد في 1 يونيو 1974 في تشارلوت في الولايات المتحدة.